# 차지혁
차지혁(1993년 7월 2일 ~ )은 대한민국의 배우이다.

## 학력
- 서울예술대학교 연기과

## 출연작

### 영화
- 《꼴통 2인조》 (2020년) - 장휘 역
- 《갱》 (2020년) - 지훈 역

### 드라마
- 《이브》 (2022년, tvN) -  문도완 역
- 《홍천기》 (2021년, SBS) -  주향호위 역
- 《써치》 (2020년, OCN)
- 《독고 리와인드》 (2018년, 웹드라마) - 명진환 역

### 뮤지컬
- 《그리스》

### 뮤직비디오
- 소연 & 박재정 - XOXO
- 로맨틱 펀치 - 밤은 짧아 걸어 아가씨야
- 베스티 - 니가 필요해